# Callicarpa dichotoma
Callicarpa dichotoma är en kransblommig växtart som först beskrevs av João de Loureiro, och fick sitt nu gällande namn av Karl Heinrich Koch. Callicarpa dichotoma ingår i släktet Callicarpa och familjen kransblommiga växter. Inga underarter finns listade i Catalogue of Life.

## Bildgalleri

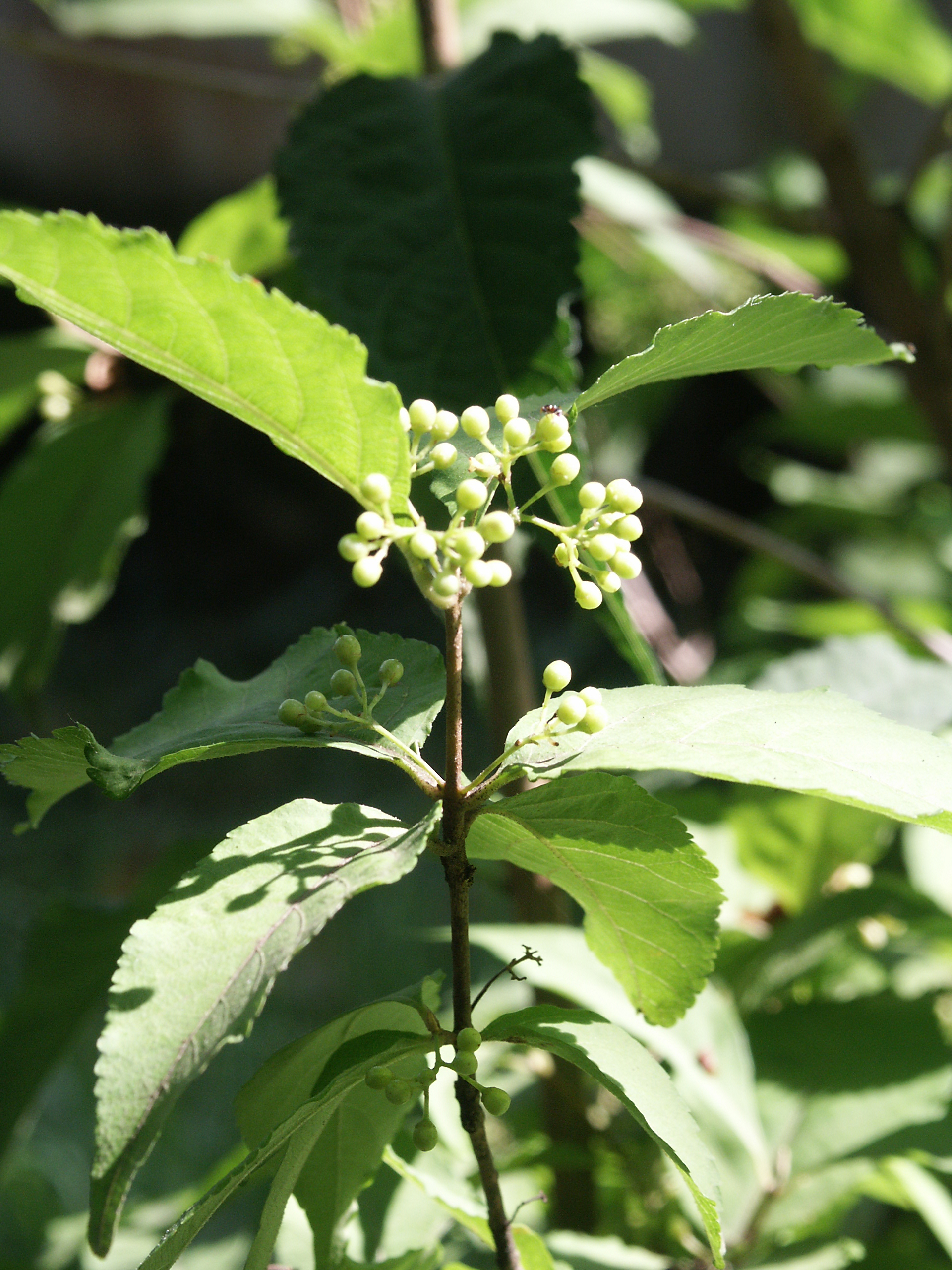
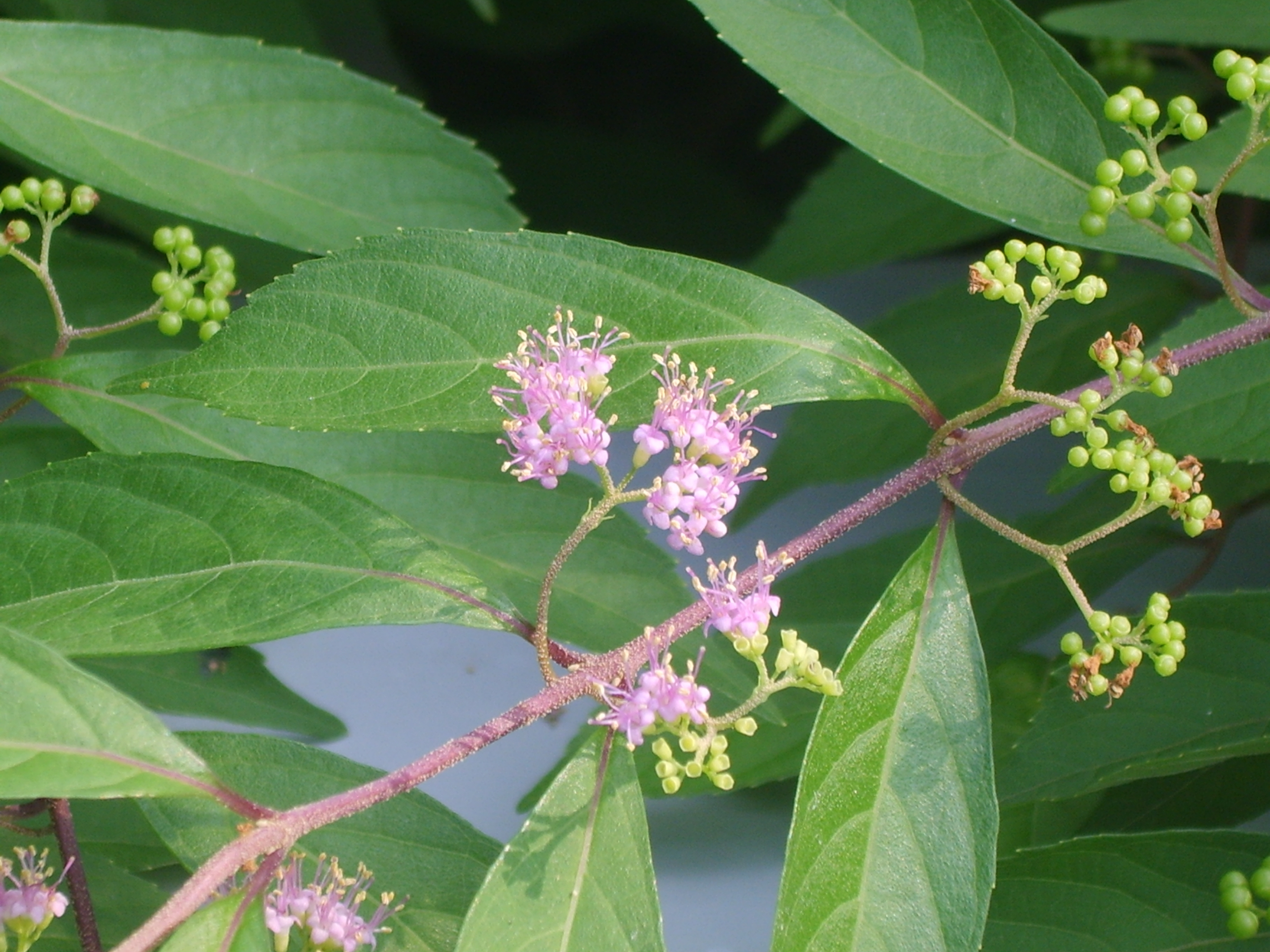
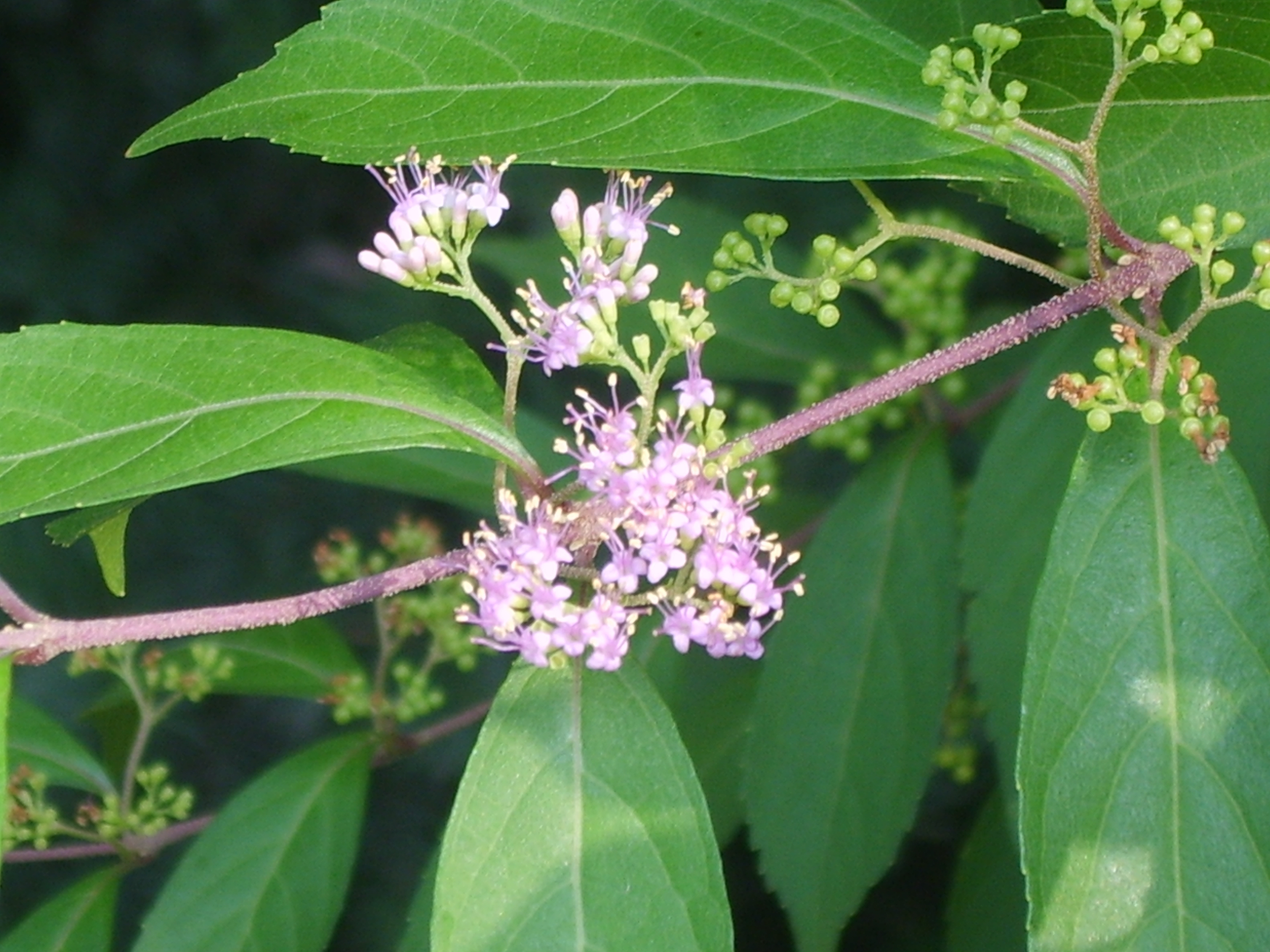
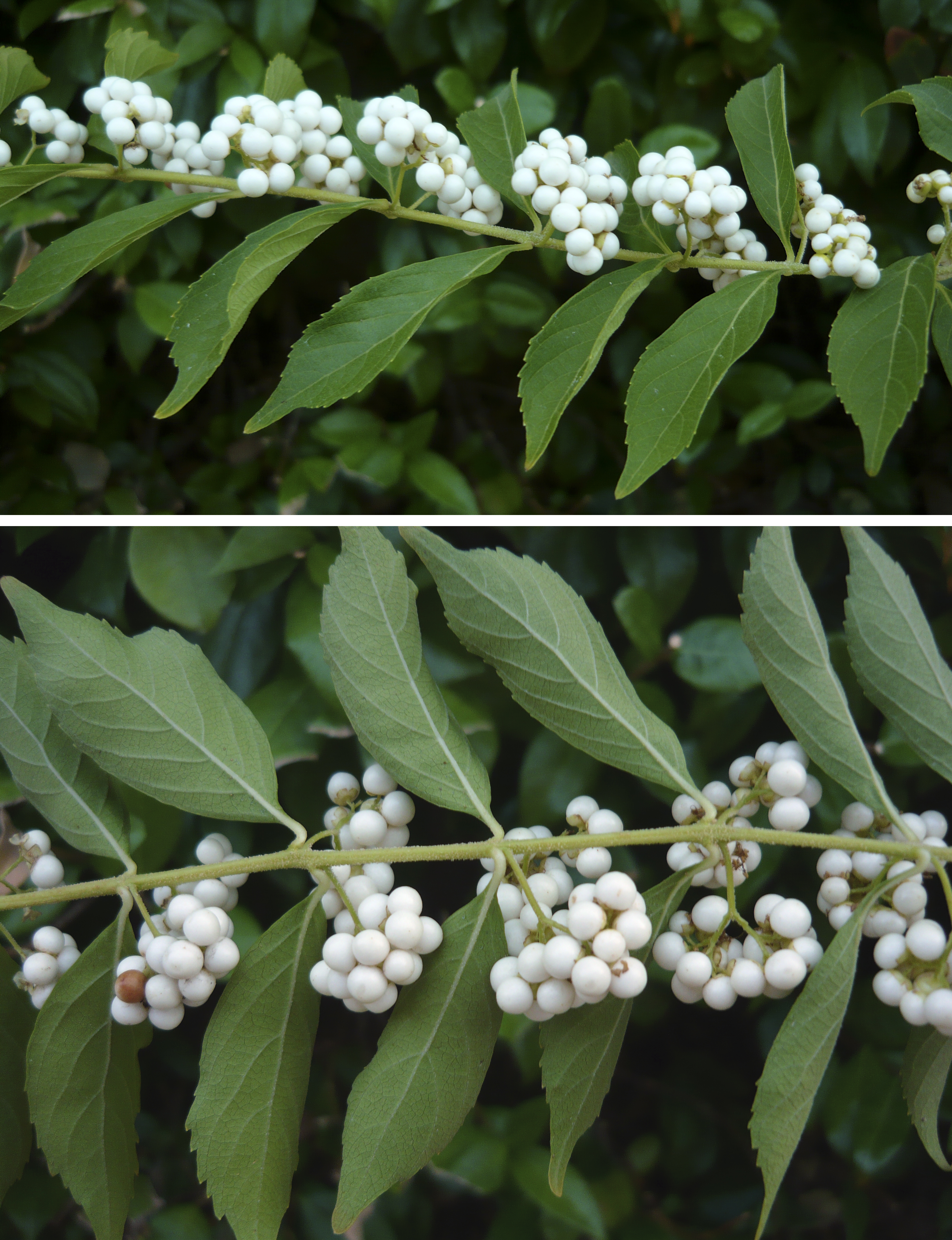
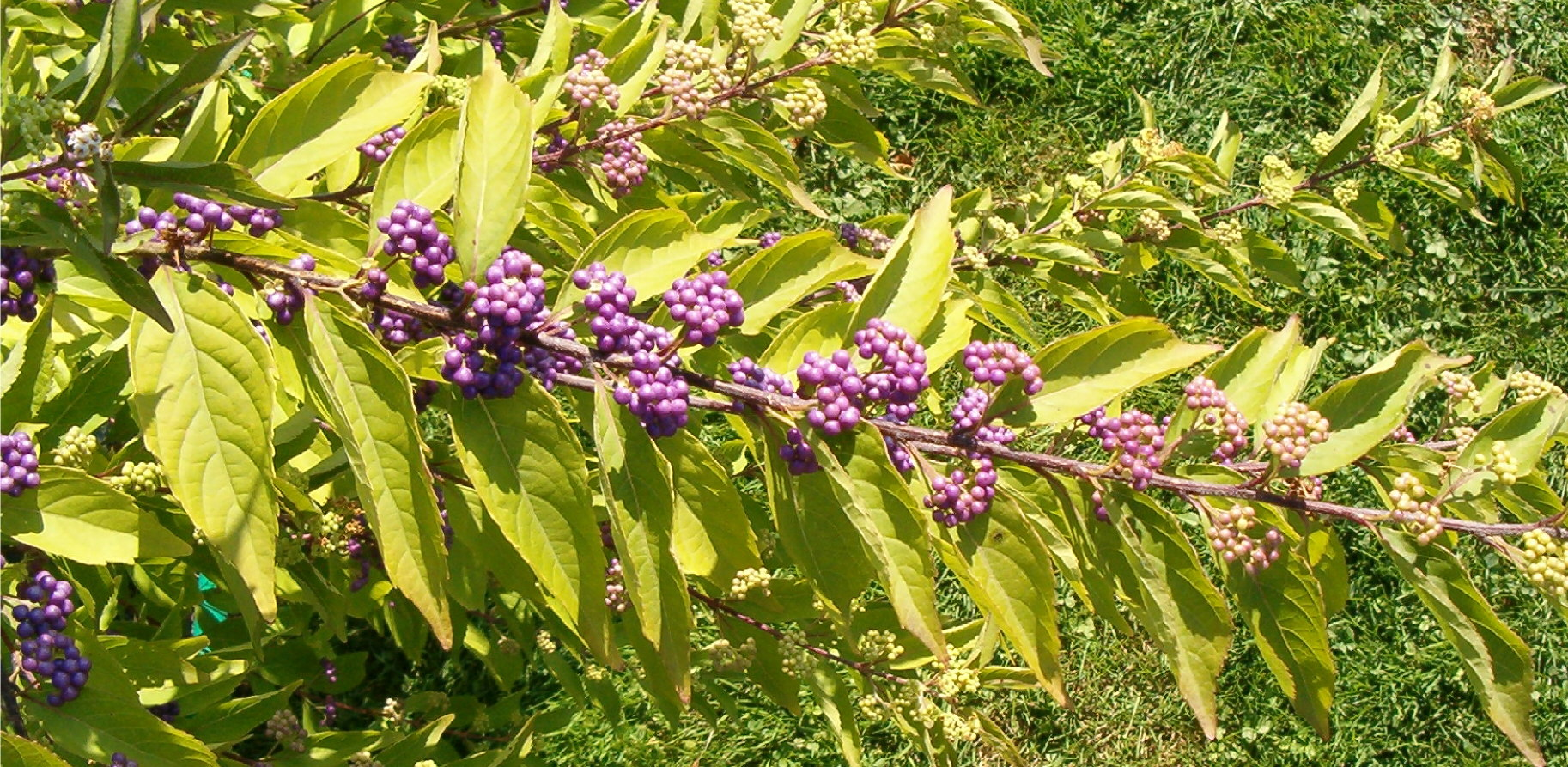
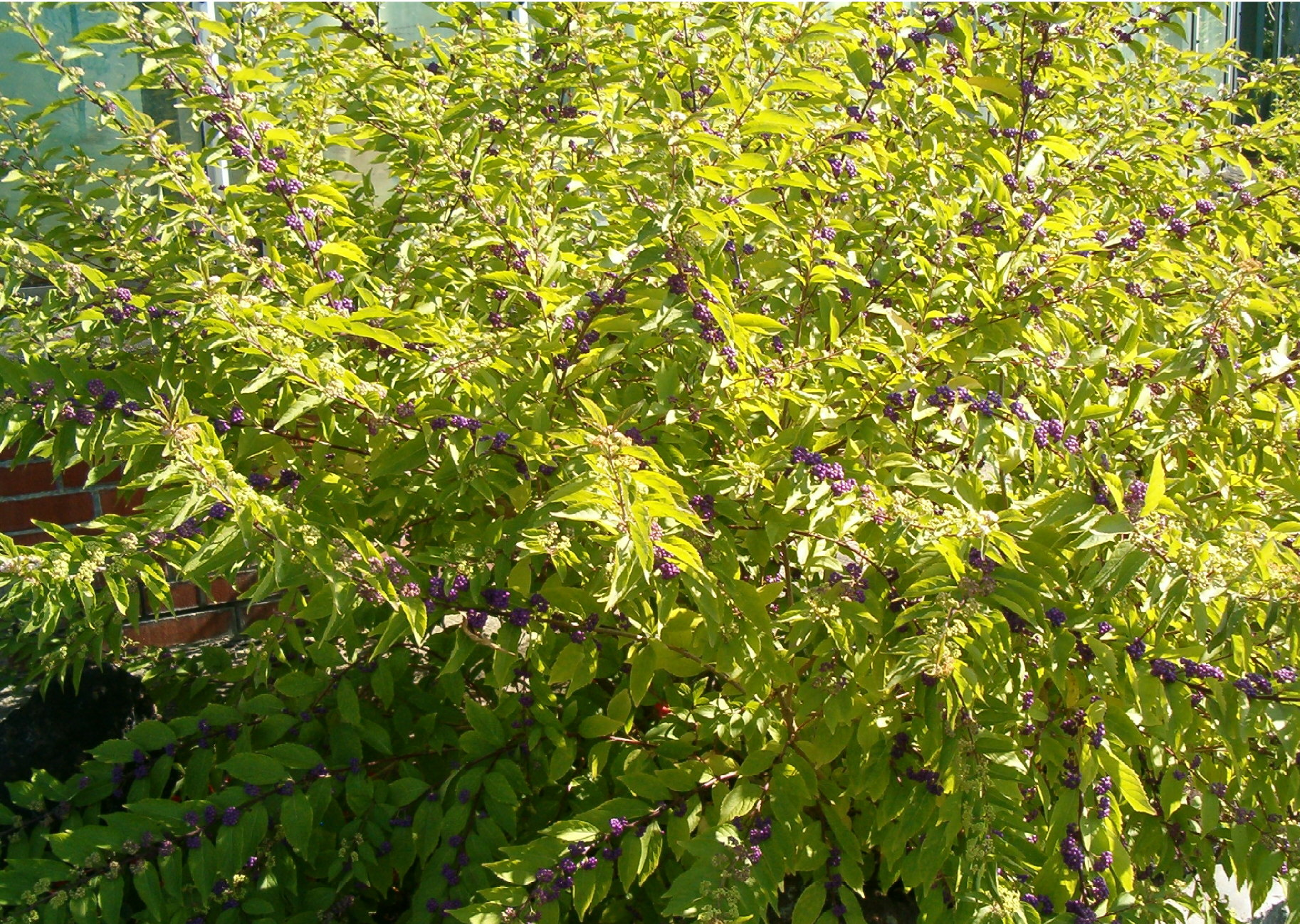